# Puits-et-Nuisement
Puits-et-Nuisement é uma comuna francesa na região administrativa de Grande Leste, no departamento de Aube. Estende-se por uma área de 12,19 km². Em 2010 a comuna tinha 220 habitantes (densidade: 18 hab./km²).